# Padre e figlio (pel·lícula de 1994)
Padre e figlio és una pel·lícula italiana del 1994 dirigida per Pasquale Pozzessere.

## Argument
Gènova, antigament mare de la història industrial i de la construcció naval italiana, a principis dels anys noranta va ser la protagonista dels processos de desindustrialització que estaven afectant tota l'economia després de la caiguda del Mur de Berlín i la difícil integració amb els nous immigrants dels països del Tercer Món.
Corrado és un home de cinquanta anys d'origen meridional, comunista, que va emigrar a Ligúria a principis dels anys 60, antic treballador d'Ansaldo, molt implicat en les batalles sindicals dels darrers trenta anys. Amb una visió encara bipolar entre mestres i explotats, treballa com a vigilant nocturn en un magatzem del port i viu amb la seva segona dona, l'Àngela, amb qui té una filla, l'Anna.
El fill gran d'una altra dona, Gabriele de vint-i-un anys, que torna del servei militar, es troba sense cap perspectiva de futur. Ara cínic, es troba en una profunda crisi existencial i amb una sensualitat cobdiciosa, un sentiment de no pertinença i reticències a treballar a la fàbrica, vist pel seu pare com la màxima expectació social. El compromís del pare d'introduir-lo a treballar en una gran fàbrica genovesa a través dels seus coneguts i la seva amarga decepció davant la superficialitat amb què el seu fill es fa acomiadar en poc temps, augmenta un conflicte violent i aparentment incurable entre tots dos.
Gabriele confia en l'emoció de la seva moto, la vida nocturna i la drecera dels ingressos il·lícits en una capital de Ligúria contundent però també animada, una ciutat que el noi estima i odia i de la qual voldria marxar. Tot i sortir amb Chiara, coneix la Valeria, una jove transsexual reflexiva i, malgrat els prejudicis de la gent i un passat en la prostitució, ella sap el que vol i ara treballa amb honestedat. Enamorat d'ella, Gabriele la porta a casa seva, aprofitant l'absència dels seus pares per robar diners, però el pare torna abans del previst i de seguida s'adona que la xicota del seu fill no és una "dona real", fen-los fora a puntades de peu. La Valeria té altres plans per al seu futur, vol marxar de Gènova, començar una nova vida a Bali i li proposa a Gabriele marxar amb ella, just quan el fill haurà de reparar el diàleg i la solidaritat per darrera vegada amb el seu pare pare.

## Repartiment
- Michele Placido: Corrado
- Stefano Dionisi: Gabriele
- Enrica Origo: Angela
- Carlotta Jazzetti: Anna
- Giusy Consoli: Valeria
- Claudia Gerini: Chiara
- Luciano Federico: Aldo

## Crítica
| «                                                        | "Placido i Dionisi encarnen perfectament els personatges, distingint-los en el seu accent, els primers conservant les inflexions del dialecte del sud, el segon ja parla genovès, com a bon natural de la nova generació. I cal dir que el talent, el mimetisme i la dedicació dels dos intèrprets, fins a cert punt, compensa les mancances d'un guió que, per mantenir el to el·líptic, representa a la pel·lícula el que és la siòpia al fresc: un contorn de vegades massa pàl·lid. una exploració impressionista d'escenes greus, amb talls brillantment decisius, la necessitat o la col·locació d'aquest o aquell fragment no sempre és convincent, aquesta timidesa dramatúrgica pot, però, resultar ser un avantatge, quan serveix per evitar allò evident i el ja dit. El risc és que el drama popular, sublimat en una forma aristocràtica una mica reticent, s'acabi descarregant a mesura que avança la història en lloc de construir cap al clímax catàrtic de l'escena principal. Entre els suggeriments d'un cinema d'alta escola i els estímuls de la confusa realitat actual, Pozzessere segueix sent un autor a la recerca, però, 'Padre et figlio' sembla un pas endavant notable respecte al bon debut de 'Verso Sud'. Tenim un altre director que compta entre els nostres millors"" | » |
| — Tullio Kezich, Corriere della Sera, 16 de maig de 1994 | |   |

| «                                                    | "N'hi ha prou amb fer uns càlculs de dates per contextualitzar els personatges en el context dels esdeveniments problemàtics del nostre país: sens dubte Corrado, antic lluitador de primera línia en el moment de la Contestació, no troba el seu lloc després de la caiguda del Mur i les ideologies, mentre que Gabriele, que pertany a la generació que va créixer als anys vuitanta consumistes, prefereix viure el dia a dia com les seves carreres de motos, robatoris de cotxes i la seva relació amb una transsexual. Contraposant un pare i un fill en el paisatge d'una Gènova vulnerable i vibrant que és molt més que un simple teló de fons, Pozzessere explica la història d'Itàlia a la cruïlla que nega el seu passat i no troba el seu futur, ho fa apuntant la càmera cap a la classe obrera, que el cinema d'avui descuida; i ho fa amb sensibilitat, passió i una actitud de director aspra. És una llàstima que la pel·lícula esculli un camí massa el·líptic i al·lusiu per desenvolupar adequadament un drama totalment interior (...)." | » |
| — Alessandra Levantesi, La Stampa, 6 de maig de 1994 | |   |

## Reconeixements
- 1994 - David di Donatello.[3]
  - Millor fotografia a Bruno Cascio
  - Millor muntatge a Carlo Valerio
  - Nominació Millor director a Pasquale Pozzessere
- XV edició de la Mostra de València[4]
  - Menció a la millor fotografia (Brun Cascio)